# Simplice Sarandji

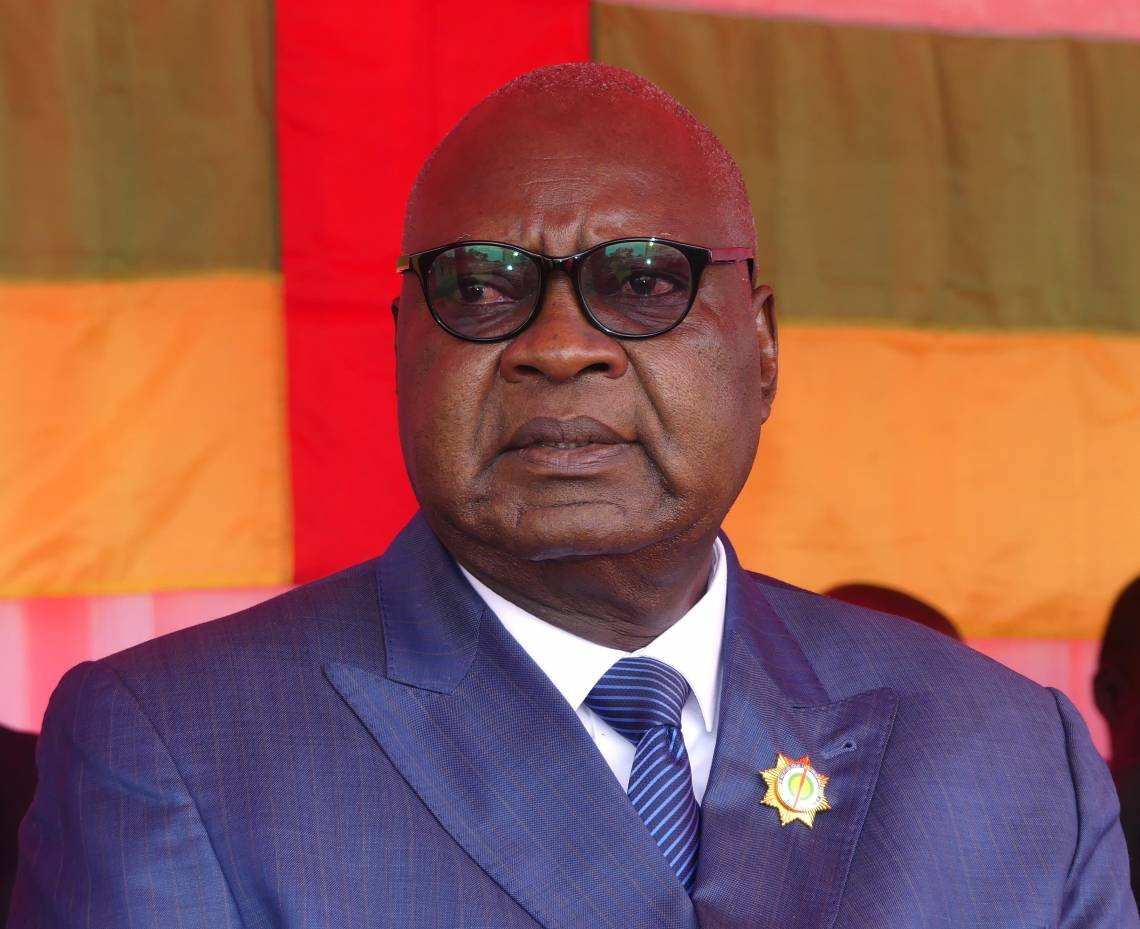
Simplice Sarandji (2022)

Mathieu Simplice Sarandji (* 4. April 1955 in Baoro *, ehemals Ubangi-Schari, heute Zentralafrikanische Republik) ist ein zentralafrikanischer Politiker und war vom 2. April 2016 bis zum 27. Februar 2019 Premierminister der Zentralafrikanischen Republik. Er war vorher Stabschef unter seinem Vorgänger Faustin-Archange Touadéra und agierte auch als Wahlkampfmanager für Touadéras erfolgreiche Wahl zum Präsidenten. Sarandji ist zudem parteilos.

## Leben

### Schulische Laufbahn
Sarandji hat einen Ph.D. in Geographie, den er an der Universität Bordeaux Montaigne erlangte. Anschließend unterrichtete er für vier Jahre an der Universität von Bangui, wo er außerdem auch Dekan wurde.

### Politische Laufbahn
Sarandji und Faustin-Archange Touadéra kannten sich bereits aus ihrer Zeit als Studenten. So war Sarandji zunächst mit der Rolle des Stabschefs für Touadéra betraut, welcher damals Premierminister war. Als Wahlkampfmanager bei den Präsidentschaftswahlen in der Zentralafrikanischen Republik, die im Zeitraum vom Dezember 2015 bis zum Februar 2016 andauerten, verhalf Sarandji Touadéra zu dessen erfolgreicher Wahl. Am 2. April 2016 ernannte Touadéra wiederum Sarandji zum neuen Premierminister der Zentralafrikanischen Republik. Er löste damit Mahamat Kamoun ab.
Er ernannte sein erstes Kabinett am 12. April, unter den 23 Mitgliedern sind unter anderem Jean-Serge Bokassa, Charles Armel Doubane and Joseph Yakete, die im Präsidentschaftswahlkampf allesamt gegen Touadéra waren. Des Weiteren entschied Sarandji, keinen Teilnehmer des Putsches im Jahr 2013 in sein Kabinett zu nominieren.
Am 22. Februar 2019 gab er seinen Rücktritt bekannt. Am 27. Februar 2019 wurde er von Firmin Ngrébada als Premierminister abgelöst.

## Sonstiges
Als Premierminister wurde Sarandji weder von Bodyguards noch von der heimischen, sondern von einer Spezialeinheit der ruandischen Polizei beschützt, die von den Vereinten Nationen eingesetzt wurden, um Sarandjis Sicherheit zu gewährleisten. Sarandji äußerte sich in lobenden Worten über die Spezialeinheit.